# أبوبوز بيغ أدفانتشر
أبوبوز بيغ أدفانتشر (بالإنجليزية: Abobo's Big Adventure)، هي لعبة فيديو من نوع أضربهم بعنف، حيث تم إصدارها من قبل أحد المطورين المستقلين، وهي مقتبسة من ألعاب نينتندو إنترتينمنت سيستم بطريقة غير مرخصة، وأقتبست من لعبة سوبر ماريو برذرز ودابل دراغون، والتي تم عمل هذه اللعبة عن طريق محرك اللعبة أدوبي فلاش، حيث عرضت اللعبة المجانية في المواقع الإلكترونية بتاريخ 11 فبراير 2012، وذلك من قبل شركة محلية تدعى آي-موكري.